# Baltazar Strawiński
Baltazar (Balcer) Strawiński (zm. 1633) – ciwun i horodniczy trocki (1598), poseł na sejmy (1598, 1620), deputat na Trybunał Skarbowy (1607), starosta mozyrski (1620), kasztelan brzeski (1624–1627), następnie smoleński, wojewoda miński (1631–1633), dyrektor trockiego sejmiku przedsejmowego 1596 roku, sejmiku deputackiego 1599 roku.

## Życiorys
Należał do rodu Strawińskich herbu Sulima, osiadłego w powiecie mozyrskim. Z rodziny tej wywodzili się później znani rosyjscy muzycy: Fiodor, Jurij i Igor Strawińscy.
Baltazar Strawiński miał trzech rodzonych braci: Marcina, kasztelana mińskiego, Erazma, pułkownika, wieloletniego jeńca rosyjskiego i podkomorzego siewierskiego oraz Krzysztofa, sędziego ziemskiego trockiego. Był wyznawcą katolicyzmu i fundatorem pierwszego kościoła (fary) w Mozyrzu (1616).
W 1616 został przez sejm mianowany jednym z komisarzy, którzy jako doradcy towarzyszyli królewiczowi Władysławowi w wyprawie na Moskwę (1617). Wybrany został także członkiem rady wojennej przy hetmanie Janie Karolu Chodkiewiczu podczas wyprawy chocimskiej (1621), nie wziął jednak udziału w wojnie.
Był elektorem Władysława IV Wazy z województwa mińskiego w 1632.
Właściciel m.in. Żydziszek, Kietowiszek i Dudzicz, które po jego bezpotomnej śmierci odziedziczyli dalsi krewni.